# Burn My Eyes
Burn My Eyes — дебютный студийный альбом американской грув-метал-группы Machine Head, вышедший в 1994 году. По всему миру было продано более 500 000 копий альбома, что делает данный релиз одним из самых успешных дебютных альбомов Roadrunner Records. Альбом являлся самым продаваемым релизом лейбла Roadrunner, до выпуска группой Slipknot в 1999 году одноимённого дебютного альбома.
Альбом, наравне с работами Pantera и Sepultura, завершил формирование грув-метала, как поджанра трэш-метала.
В 2019 году, в честь 25-й годовщины, со дня выхода дебютного альбома группы Робб Флинн вместе Джаредом Макичерном, Крисом Контосом и Логаном Мейдером перезаписали песню «Davidian», а также анонсировали, приуроченный к этой дате, тур по Европе.

## Запись
После подписания контракта с лейблом Roadrunner Records, Machine Head приступили к работе над своим первым студийным альбомом под руководством продюсера Колина Ричардсона. Запись проходила в Fantasy Studios в Беркли, Калифорния.
Микширование и мастеринг так же проводились в Калифорнии, на Scream Studios и Future Disc, соответственно.
Запись альбома проходила в условиях давления и неприязни со стороны бывшего коллектива Робба Флинна, Vio-lence, который он покинул в 1992 году. В интересах группы, Флинну также пришлось скрывать факт своего участия в Vio-lence.
Ряд песен, «Death Church», «Old», «The Rage to Overcome», «A Nation on Fire», «Real Lies…», были записаны группой ещё в 1993 году, в качестве демозаписи. На песни «Davidian» и «Old» были сняты видеоклипы. После релиза пластинки группа отправилась в большое турне по Европе.

## Музыкальный стиль
Тексты песен Burn My Eyes фокусируются на социальных проблемах. Среди ведущих тем альбома выделяется насилие, уличные беспорядки, социальные волнения, восстания и войны. Во многом такой выбор тематики объяснялся гнетущей атмосферой Окленда тех лет, оказавшей значительное влияние на музыкантов. Некоторые из композиций посвящены событиям, имевшим большой резонанс в американском обществе, таким как бунт в Лос Анджелесе в 1992 году (трек «Real Eyes, Realize, Real Lies») и осада «Маунт Кармел» в 1993 году («Davidian»). В других песнях говорится о физическом и духовном насилии над личностью («None But My Own», «The Rage To Overcome»), вымогательстве со стороны религиозных организаций («Death Church»), наркотической зависимости («I’m Your God Now»). Большинство этих тем в дальнейшем стали для группы лейтмотивными.
При написании материала для альбома, музыканты вдохновлялись такими группами, как Pantera и Slayer. От первых Machine Head позаимствовали темп и тяжесть звучания, а от вторых — скорость и техничность исполнения. По словам Джеймса Монгера, обозревателя Allmusic, на Burn My Eyes музыканты «смешали энергичность и напористость Pantera и Alice in Chains с непостоянством таких классических треш-метал-групп, как Death Angel и Slayer».
По сравнению с последующими альбомами группы, Burn My Eyes отличается сырым и агрессивным звуком, от которого группа в итоге отказалась. Лишь на своём четвёртом релизе, Supercharger, музыканты частично вернулись к резкому стилю дебютника. Альбом оказал значительное влияние на формирование такого поджанра трэш-метала, как грув-метал.

## Отзывы
| Оценки критиков | Оценки критиков |
| Источник        | Оценка          |
| --------------- | --------------- |
| AllMusic        | [ 2 ]           |
| Metal Storm     | [ 15 ]          |
| DemonsZone      | [ 16 ]          |

Burn My Eyes получил положительные отзывы со стороны музыкальных критиков. Обозреватель AllMusic, Джон Фрэнк, высоко оценил агрессивный стиль альбома, особенно выделив композицию «Davidian», которую он охарактеризовал как «чудовищную глыбу метала». Рецензент Metal Storm похвалил альбом за «яростные и медленные риффы», гимноподобные припевы, динамику композиций, быстрые соло-партии Логана Мейдера и техничную игру барабанщика Криса Контоса. При этом он выразил своё недоумение относительно инструментального трека «Real Eyes, Realize, Real Lies». Кэмерон Терри из DemonsZone также дал высокие оценки ведущим песням альбома, «Davidian» и «Old», однако отметил неоднородность композиций.
Альбому сопутствовал коммерческий успех: Burn My Eyes вышел в чарты Австрии, Германии, Дании, Швеции и Англии, однако не смог попасть в хит-парады США. Всего по миру было продано более 500 000 копий альбома, что сделало данный релиз одним из самых успешных дебютных альбомов Roadrunner Records.

## Список композиций
Все тексты написаны Роббом Флинном, вся музыка написана Machine Head.
| №                   | Название                        | Длительность |
| ------------------- | ------------------------------- | ------------ |
| 1.                  | «Davidian»                      | 4:55         |
| 2.                  | «Old»                           | 4:05         |
| 3.                  | «A Thousand Lies»               | 6:13         |
| 4.                  | «None but My Own»               | 6:14         |
| 5.                  | «The Rage to Overcome»          | 4:46         |
| 6.                  | «Death Church»                  | 6:32         |
| 7.                  | «A Nation on Fire»              | 5:33         |
| 8.                  | «Blood for Blood»               | 3:40         |
| 9.                  | «I'm Your God Now»              | 5:50         |
| 10.                 | «Real Eyes, Realize, Real Lies» | 2:45         |
| 11.                 | «Block»                         | 5:00         |
| Общая длительность: | Общая длительность:             | 55:34        |

| №   | Название                             | Длительность |
| --- | ------------------------------------ | ------------ |
| 12. | «Alan's on Fire» (Poison Idea cover) | 4:00         |

| №   | Название                             | Длительность |
| --- | ------------------------------------ | ------------ |
| 12. | «Alan's on Fire» (Poison Idea cover) | 4:00         |
| 13. | «Davidian (Live)»                    | 7:26         |
| 14. | «Hard Times (Live)» (Cro-Mags cover) | 2:27         |

## Участники записи
Machine Head
- Робб Флинн — вокал, гитара
- Логан Мейдер — гитара
- Адам Дьюс — бас-гитара
- Крис Контос — ударные

Производство
- Machine Head — продюсирование
- Колин Ричардсон — микширование, продюсирование
- Эдди Шрейер — мастеринг
- Винцент Войно— звукоинженер, микширование
- Лиз Срока — ассистент звукоинженера
- Стив Уорнер — ассистент звукоинженера
- Робб Флинн — дизайн
- Джесси Фишер — фотографии
- Haraldo — фотографии
- Дэйв Маккин —	дизайн, иллюстрации

## Позиции в чартах
| Чарт (1994)    | Позиция |
| -------------- | ------- |
| Австрия        | 29      |
| Нидерланды     | 45      |
| Германия       | 35      |
| Швеция         | 38      |
| Великобритания | 25      |

## Сертификации
| Регион | Сертификация | Продажи |
| --- | ------------ | ------- |
| Великобритания (BPI) | Золотой      | 100 000 |
| * Данные о продажах приведены только на основе сертификации. ^ Данные о тиражах приведены только на основе сертификации. |              |         |